# Teología de Søren Kierkegaard

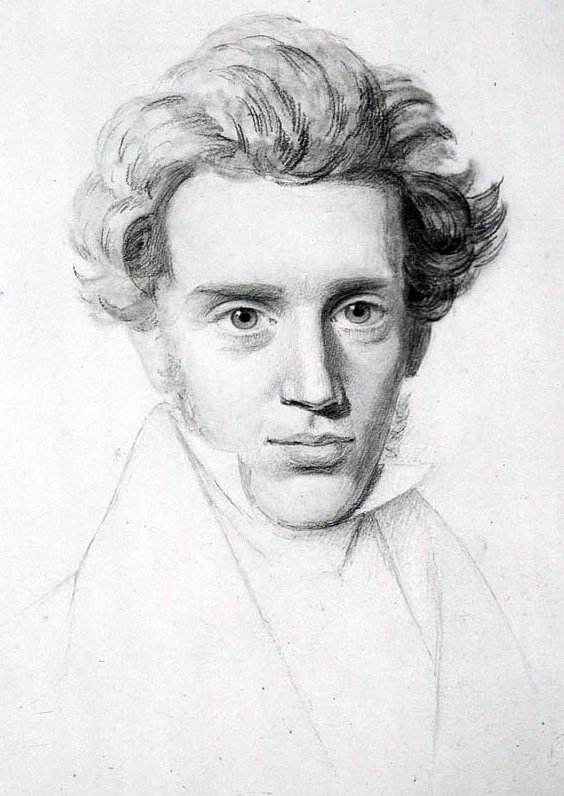
Boceto inacabado de Kierkegaard por su primo Niels Christian Kierkegaard, 1840

La Teología de Søren Kierkegaard ha tenido una gran influencia en el desarrollo de la teología del siglo XX. Søren Kierkegaard (1813-1855) fue un filósofo danés del siglo XIX que ha sido generalmente considerado el "Padre del Existencialismo". Durante sus últimos años (1848-1855), la mayoría de sus escritos pasaron de ser de naturaleza filosófica a religiosa.
La teología de Kierkegaard se centra en el individuo en relación con un Dios conocido basado en una verdad subjetiva. Muchos de sus escritos fueron un ataque directo contra toda la cristiandad, como entidad política y social. Su objetivo era la Iglesia de Dinamarca, que representaba a la Cristiandad en Dinamarca. La cristiandad, en opinión de Kierkegaard, hacía que los individuos fueran perezosos en su religión. Muchos de los ciudadanos eran oficialmente "cristianos", sin tener idea de lo que significaba ser cristiano. Kierkegaard intentó despertar a los cristianos sobre la necesidad de un compromiso religioso incondicional. Sin embargo, también estaba en contra del espíritu de partido en la religión, así como en otras áreas de estudio y construcción de sistemas.

## Trasfondo religioso

### Kierkegaard
Søren Kierkegaard nació en una familia Luterana Protestante. Su padre, Michael Pederson Kierkegaard, era un pietista luterano, pero cuestionó  cómo Dios podía permitirle sufrir tanto. Un día, subió a una montaña y maldijo a Dios. Por este pecado, Michael creyó que se le impuso una maldición familiar, que ninguno de sus hijos viviría una vida plena. Y, de hecho, la familia de Kierkegaard sufrió la muerte temprana de los hermanos de Søren, desde el parto hasta la edad de 25 años. Solo Søren y su hermano Peter sobrevivieron más allá de los 25. Su padre murió en 1838, pero antes de su muerte, le pidió a Søren que se convirtiera en pastor. Søren estaba profundamente influenciado por la experiencia religiosa y la vida de su padre, y se sintió obligado a cumplir su deseo. En 1840, Søren recibió su título de teología y, aunque Søren era elegible para convertirse en pastor, decidió obtener un título en filosofía.
Decidió no ser pastor ni profesor tampoco porque si lo hubiera hecho habría tenido que escribir bajo la autoridad del Estado o de la Iglesia. Ansiaba la libertad y por eso escribía "sin autoridad". También creía en Cristo como la máxima autoridad en asuntos de fe personal. Estaba en contra de comenzar una "nueva religión", a diferencia de  Hegel, la religión de la razón, y  Schelling, la religión de la naturaleza. Siempre escribió a los estudiantes de religión como estudiante de religión. 

Søren Kierkegaard cuestionó esta evolución de Dios porque si Dios está evolucionando de manera sistemática, entonces el asombro y la maravilla de la religión son reemplazados por especulaciones sobre dónde está Dios en relación con el sistema sobre Dios.
¿Cómo se ve la tarea en la vida cotidiana, porque continuamente tengo en mente mi tema favorito: si todo está realmente bien con el anhelo de nuestro siglo diecinueve teocéntrico de ir más allá del cristianismo, el anhelo de especular, el anhelo de desarrollo continuo, el anhelo de una nueva religión o de la abolición del cristianismo. En cuanto a mi propia insignificante persona, el lector recordará por favor que soy yo quien encuentra el tema y la tarea tan difícil, lo que parece sugerir que no la he llevado a cabo, yo, que ni siquiera pretendo ser un "Christian" yendo más allá. Pero siempre es algo para señalar que es difícil, aunque se haga, como aquí, solo en un divertimento edificante, que se lleva a cabo esencialmente con la ayuda de un espía al que tengo que salir entre la gente los días de semana, y con el apoyo de algunos diletantes que, en contra de su voluntad, se unirán al juego. Søren Kierkegaard,  Postdata no científica final  (1846) p. 466, Hong
Este "ir más allá de la fe" para Kierkegaard significa lo mismo que ir más allá de uno mismo. Los filósofos, teólogos, historiadores y antropólogos tienden a ir más allá de sí mismos y a aplicar lo que aprenden al curso de la historia mundial o nacional. En este punto de vista, llegamos a una nación cristiana o un mundo cristiano, pero Søren Kierkegaard sintió que Dios entra en el individuo, y ahí es donde está el lugar de Dios. No está "ahí fuera" en alguna parte. Este punto lo destacó Kierkegaard en su libro de 1845, "Pensamientos sobre situaciones cruciales en la vida humana" y en 1960 por Ronald Gregor Smith en su libro, " JG Hamann 1730-1788 A Estudiar en la existencia cristiana, 

### Dinamarca y Europa
Kierkegaard acusó a las instituciones religiosas cristianas de no ser genuinamente religiosas. La erudición intelectual en el cristianismo se estaba volviendo cada vez más parecido al hegelianismo, al que llamó "evolución" cristiana, en lugar del cristianismo. Esto hizo que los estudiosos de la religión y la filosofía examinaran los Evangelios desde un punto de vista objetivo supuestamente más elevado para demostrar cómo el razonamiento correcto puede revelar una verdad objetiva. Esto fue indignante para Kierkegaard porque presuponía que un Dios infinito y su sabiduría infinita podrían ser captados por el entendimiento humano finito. Kierkegaard creía que el cristianismo no era una doctrina para enseñar, sino una vida para vivir. Consideró que muchos cristianos que confiaban totalmente en pruebas externas de Dios se estaban perdiendo una verdadera experiencia cristiana, que es precisamente la relación que un individuo puede tener con Dios.

…Debe tenerse en cuenta inmediatamente que no se trata de la verdad del cristianismo, sino de la relación del individuo con el cristianismo y, en consecuencia, no del afán sistemático del individuo indiferente por ordenar las verdades del cristianismo en párrafos, sino más bien de la preocupación de los infinitamente interesados con respecto a su propia relación con tal doctrina. Para decirlo de la manera más simple posible (utilizándome a mí mismo de una manera imaginativa y constructiva): “Yo, nacido y criado en esta ciudad y ahora tengo treinta años, un ser humano corriente como la mayoría de la gente, Supongamos que un bien supremo, llamado  felicidad eterna, me espera al igual que aguarda a una criada y un profesor. He oído que el cristianismo es un requisito previo para este bien. Ahora pregunto cómo puedo relacionarme con esta doctrina. “Qué inigualable audacia”, oigo decir a un pensador, “qué horrenda vanidad, presumir de dar tanta importancia al pequeño yo de uno mismo en este  histórico-mundial interesado, este teocéntrico, este  especulativamente insignificante siglo XIX." Me estremezco si no me hubiera endurecido contra varios terrores, probablemente me metería el rabo entre las piernas. Pero en ese sentido me encuentro libre de toda culpa, porque no soy yo quien por mi propia voluntad me he vuelto tan audaz; es el cristianismo mismo lo que me obliga. Le da una importancia completamente diferente a mi propio pequeño yo y a cada tan pequeño yo, ya que quiere hacerlo eternamente feliz y que precisamente dentro de este único individuo este interés infinito en su propia felicidad como condición "sin qua non" (la condición indispensable) el interés con el que odia al padre ya la madre y, por lo tanto, probablemente también se burla de los sistemas y los estudios históricos mundiales. Søren Kierkegaard
 Posdata final no científica Vol I Hong 1992(1846) p. 15-17

## Audiencia de Kierkegaard
La audiencia religiosa principal de Kierkegaard eran los lectores cristianos, especialmente aquellos que no entendían completamente de qué se trataba el cristianismo. No era su intención convertir a los no cristianos al cristianismo, aunque muchos de los escritos religiosos de Kierkegaard atraen a algunos lectores no cristianos. Por ejemplo, Martin Buber fue un judío teólogo existencialista que criticó muchas de las ideas de Kierkegaard.
Kierkegaard pronunció discursos religiosos porque no se convirtió en un teólogo ni en un filósofo de la religión (Filosofía de la religión). Su audiencia era cualquier individuo que se esfuerza por convertirse en lo que Dios quiere que se convierta.

La invitación a un discurso religioso es simplemente esto: Venid aquí, todos los que estáis trabajados y agobiados.-y la dirección presupone que todos son víctimas, de hecho, que todos deben serlo... El orador no debe ir entre los oyentes y señalar a uno, si lo hay, y decir: "No, estás demasiado feliz de necesitar mi discurso", porque si esto se escucha de los labios de un orador religioso, debe sonar como la ironía más mordaz. La distinción entre afortunado y desafortunado es solo una broma, y por lo tanto el orador debe decir: "Todos sufrimos, pero nos alegramos de nuestro sufrimiento; esto es lo que luchamos por lograr". " Posdata final no científica , Hong P. 437-438

La lucha se puede hacer con el objetivo individual de convertirse en famoso o simplemente esforzarse por ganarse la vida y la esperanza de tener un futuro. Kierkegaard escribe sobre los "maestros designados por Dios" de lo que significa ser un ser humano. Y Cristo es el prototipo de lo que significa ser un ser humano desde el punto de vista de Kierkegaard. Lo expresó de esta manera en sus  Discursos edificantes en varios espíritus  (1847): 

¿Por qué el pájaro no se preocupa por ganarse la vida? Porque vive solo en el momento, porque no hay nada eterno en el pájaro. ¡Pero es esto realmente una perfección! Por otro lado, ¿cómo surge la posibilidad de preocuparse por ganarse la vida, porque lo eterno y lo temporal se tocan en una conciencia o, más correctamente, porque el ser humano tiene una conciencia. En su conciencia está eternamente lejos, mucho más allá del momento; ningún pájaro voló tan lejos y, sin embargo, por esta misma razón se da cuenta del peligro que el pájaro no sospecha: cuando la eternidad llegue a existir para él, también lo hará el mañana. Es por eso que el ser humano tiene un enemigo peligroso que el pájaro no conoce -el tiempo, un enemigo, sí, un enemigo o un amigo cuyas búsquedas y cuya asociación no puede evitar porque tiene lo eterno en su conciencia y por lo tanto tiene que medirlo! eso. Lo temporal y lo eterno pueden tocarse dolorosamente de muchas maneras en la conciencia humana, pero uno de los contactos especialmente dolorosos es la preocupación por ganarse la vida.

Esta preocupación parece infinitamente alejada de lo eterno. Dios elevó al ser humano por encima del pájaro por medio de lo eterno en su conciencia; luego, a su vez, lo presionó hacia abajo, por así decirlo, debajo del pájaro por su conocido con cuidado, el cuidado humilde y terrenal que el pájaro ignora. ¡Oh, qué noble le parece al pájaro no preocuparse por ganarse la vida y, sin embargo, cuánto más glorioso es poder tenerlo! Por lo tanto, el ser humano ciertamente puede aprender del pájaro, de hecho puede llamar al pájaro su maestro, pero no en el sentido más elevado… Cuando se dice que los pájaros tienen nidos y los zorros tienen agujeros, pero el  Hijo del hombre no tiene dónde reclinar la cabeza, se trata de un estado que es más indefenso que el del pájaro y también es consciente de ello. Pero luego, con la conciencia de estar sin nido, sin lugar de descanso, en esa situación de estar libre de cuidados, de hecho, este es el prototipo divino de la creación elevada, del ser humano.
- Soren Kierkegaard, "Upbuilding Discourses in Various Spirits", 1847, Hong, p. 195-197

Escribió para las personas que luchan con el pecado y el perdón y comenzó esto en  O bien / o  (1843) y continuó hasta 1851 con una repetición de su tema de su  tres discurso de 1843  El amor esconderá multitud de pecados . Él ve la conexión espiritual entre Dios y el individuo en forma muy similar a la idea de Lutero del sacerdocio de todos los creyentes. 

En los breves momentos prescritos, vamos a hablar de estas palabras: "El amor (el amor de Cristo) esconde multitud de pecados". ¿No es cierto que has sentido la necesidad de esto y en este mismo día sientes la necesidad de un amor que pueda cubrir tus pecados, tus pecados, ¿y por eso vas a la  Mesa del Señor hoy? Si bien es muy cierto, como dice Lutero, que todo ser humano tiene un predicador dentro de él: come con él, bebe con él, se despierta con él, duerme con él, en resumen, siempre está a su alrededor, siempre con él. , dondequiera que esté y haga lo que haga, un predicador que se llama carne y sangre, concupiscencias y pasiones, hábitos e inclinaciones, por lo que también es cierto que en el fondo de cada ser humano hay un partícipe de secretos que está presente con la misma escrupulidad en todas partes. -la conciencia. Una persona tal vez pueda lograr ocultar sus pecados al mundo, tal vez pueda ser tontamente feliz de haberlo logrado, o aún, un poco más honesto, admitir que es una debilidad y una cobardía deplorables que no tenga el valor de abrirse. -pero una persona no puede esconder sus pecados de sí misma. Esto es imposible, porque el pecado que estaba absolutamente incondicionalmente escondido de sí mismo no sería, por supuesto, pecado, como tampoco si estuviera escondido de Dios, lo cual no es el caso de ninguno de los dos, ya que una persona, tan pronto como es consciente de sí mismo y en todo aquello en lo que es consciente de sí mismo, también es consciente de Dios y Dios es consciente de él.
- Soren Kierkegaard, Two Discourses at Friday Communion, (Love Will Hide a Multitude of Sins 1 Peter 4:7:12 The Bible) from Without Authority, Hong translation 1997 p. 182

## Temas en su teología

### Fe
Faith es un sello distintivo del pensamiento filosófico y religioso kierkegaardiano. Dos de sus ideas clave se basan en la fe: El salto a la fe y el caballero de la fe. Algunos consideran a Kierkegaard como un  cristiano Universalista, escribiendo en sus diarios: "Si otros van al Infierno, yo también iré. Pero yo no lo creo; al contrario, creo que todos se salvarán, yo mismo con ellos, algo que despierta mi más profundo asombro . " Sin embargo, este punto de vista no siempre está respaldado por los propios escritos de Kierkegaard. Presupone que el individuo que ha decidido convertirse en cristiano tiene un interés en convertirse en eso, está lo suficientemente interesado como para intentar desarrollar una relación con Cristo, y tiene suficiente fe para creer que la  posibilidad se extiende a todos los individuos Igualmente. La fe es lo que hace a cada individuo igual ante Dios. Lo expresó de esta manera en sus "Cuatro discursos edificantes 1844 (Contra la cobardía)". 

Ahora bien, es cierto que lo bueno, lo verdaderamente grande y noble, es diferente para diferentes personas, pero  resolución, que es el verdadero reconocimiento, sigue siendo el mismo. Este es un pensamiento muy edificante. Alguien que quiera erigir una torre se sienta y estima aproximadamente qué tan alto puede  erigir la torre. ¡Ay, qué diferente parece en el momento de la estimación aproximada, pero qué similar en el momento de la resolución, y si no hay resolución, no habrá torre, por imaginaria o realmente espléndida que sea la estimación! La buena resolución es la voluntad de hacer todo lo que esté en el poder de uno, así que sírvala al máximo de su capacidad. Hacer todo lo que uno es capaz de hacer, qué bendita igualdad, ya que todo ser humano es capaz de eso. Solo en el momento de la estimación aproximada hay diferencia.

O considere a alguien que quiere hacer un acto de misericordia - ¿puede hacer más que dar todo lo que posee? ¡Y no dio la viuda infinitamente más de lo que el rico dio de su abundancia! A veces, las circunstancias pueden determinar que un centavo significa poco más de lo que generalmente significa, pero si alguien quiere hacer algo maravilloso, puede hacer que un centavo signifique tanto como todo el oro del mundo junto si lo da por compasión. y el centavo es el único que tiene. De hecho, alguien que tiene oído para juzgar qué tan grande es el regalo detecta la diferencia con solo escuchar el tintineo de las monedas, pero la compasión y la caja del templo lo entienden de manera diferente.

Cuando alguien que goza de salud y fuerza y que posee los mejores dones del espíritu entra al servicio del bien con todo lo que tiene, con la gama de años que parecen extenderse ante él, con la expectativa de cada exigencia de la vida, cada reclamo. esperado y exigido sólo por el bien - y cuando, por otro lado, alguien que ve con tristeza su fragilidad terrenal y el día de la desintegración tan cerca que se siente tentado a hablar del tiempo concedido como el pastor habla de ello , cuando en la hora de la resolución una persona así promete con las palabras del pastor “dedicar estos momentos” al servicio del bien, ¿cuya torre se eleva entonces? ¿No llegan ambos al cielo? O cuando una persona, ajena a los enemigos internos, dirige agresivamente su mente y pensamientos hacia la humanidad al servicio del bien y gana a miles, y cuando otra, retirándose en batallas internas, en el momento de la resolución se salva a sí mismo, cuya torre se convierte entonces en ¿más alto?

Escribió lo siguiente en su libro de 1846, Postdata no científica final:
Aunque soy un forastero, al menos he entendido esto, que la única alta traición imperdonable contra el cristianismo es que el individuo solo dé por sentada su relación con él. Por lo tanto, debo rechazar respetuosamente a todos los ayudantes teocéntricos y la ayuda de los ayudantes que me ayudan a entrar en el cristianismo de esa manera. Por eso prefiero quedarme donde estoy, con mi infinito interés, con el tema, con la posibilidad. En otras palabras, no es imposible que el individuo que está infinitamente interesado en su propia felicidad eterna pueda algún día llegar a ser eternamente feliz; por otro lado, es ciertamente imposible que la persona que ha perdido un sentido (y tal sentido apenas puede ser otra cosa que una preocupación infinita) pueda llegar a ser eternamente feliz. De hecho, una vez perdido, quizás sea imposible recuperarlo. Página 16
Y reforzó la misma idea en su libro de 1850,  Practice in Christianity : 

Cuando estoy enfermo, voy a un médico, puede que él encuentre necesario que me prescriba un tratamiento muy doloroso; no hay ninguna contradicción en el hecho de que me someta a él. No, pero si por el contrario me encuentro de repente en un lío, objeto de persecución, porque, porque he ido a ese médico: bueno, entonces hay una auto-contradicción. El médico quizás ha anunciado que puede ayudarme con respecto a la enfermedad que sufro, y quizás realmente pueda hacerlo, pero hay un "aber" pero en el que no había pensado en absoluto. El hecho de relacionarme con este médico, apegarme a él, es lo que me convierte en objeto de persecución; aquí está la posibilidad de ofensa. Lo mismo ocurre con el cristianismo. Ahora la cuestión es: ¿se ofenderá o creerá? Si crees, entonces superas la posibilidad de una ofensa y aceptas el cristianismo en cualquier condición. Así que va; luego olvídate del entendimiento; entonces dices: ya sea una ayuda o un tormento, solo quiero una cosa, quiero pertenecer a Cristo, quiero ser cristiano. Hong p. 115

La fe, para Kierkegaard, era más que comprensión intelectual. Comenzó su gran libro "O lo uno o lo otro" con una cita de Edward Young, "¿Entonces sólo la razón es bautizada, son las pasiones paganas?" y más tarde explicó lo que quiso decir en su "Posdata no científica de los fragmentos filosóficos", que Rollo May llamó "la declaración de independencia del existencialismo". El intelecto es importante pero no todo incluido en el ámbito de la religión. "A" en  O lo uno o lo otro  quería usar las artes para enseñar el cristianismo. "B" quería utilizar la ciencia de la ética para enseñar el cristianismo. Ambos pueden conducir a una comprensión intelectual desprovista de una participación apasionada en el acto de convertirse en cristiano.
Richard McKeon (1900-1985) pensaba que los imitadores de Platón habían aplicado mal sus ideas y habían dejado las pasiones fuera de la filosofía en favor del intelectualismo. Escribió lo siguiente en su libro de 1953 "Pensamiento, acción y pasión": 

El hecho de que Platón aplicara el término “Ideas” a las realidades imitadas por las cosas y los pensamientos, ha llevado a muchos de sus intérpretes y admiradores a concebir su filosofía en términos pura o fundamentalmente intelectuales. Esto es lo más sorprendente, ya que pocos filósofos, e incluso Agustín y Ambrosio, o Rousseau y Kierkegaard, cuyos argumentos reflejan la dialéctica de Platón y cuyas investigaciones se hacen eco de las preguntas irónicas de Sócrates, han dedicado más pensamiento que Platón a los resortes no racionales de la acción humana y a los no intelectuales. conocimientos sobre valores trascendentes: el amor, la poesía, la intoxicación y las percepciones místicas de la intuición y la religión. El tema del amor, más que la Idea del Bien, o del Uno, o de la Belleza, se adapta al enfoque de la acción humana en la motivación y la inspiración en lugar del análisis racional de medios y fines; y las técnicas de la poesía, la religión, la retórica y la bebida, que encuentran su perfección en la dialéctica y la filosofía, son apropiadas para centrar la atención en la persuasión de los hombres para la acción en lugar de en el análisis de las verdades por las que opera el amor y por las que encuentra su justificación última.
- Richard Mckeon, Thought, Action, and Passion 1953 P. 15

El joven en   Repetición  fue mediado por su psicólogo, Constantin Constantius, mientras trataba de resolver su problema. Representan el lado intelectual del ser humano y Abraham en  Miedo y temblor  representó la pasión de la interioridad porque estaba solo con Dios. Abraham creía en la actualidad de Dios y no podía decir nada ni artística ni éticamente al respecto. Sin embargo, ni el Joven ni Abraham son el prototipo del cristiano, porque el cristiano debe seguir a Cristo como ejemplo. 

 Aún más grande que estos es el caballero de la fe que se atreve a decirle al noble que quiere llorar por él: "No llores por mí, sino llora por ti mismo". Lucas 23:28 Un dulce anhelo sentimental nos lleva a la meta de nuestro deseo, ver a Cristo caminando en la tierra prometida. Olvidamos la ansiedad, la angustia, la paradoja. ¿Fue tan simple no cometer un error? ¿No era aterrador que este hombre que caminaba entre los demás fuera Dios? ¿No fue aterrador sentarse a comer con él? ¿Fue tan fácil convertirse en apóstol? Pero el resultado, los dieciocho siglos, eso ayuda, eso contribuye a este engaño mezquino por el cual nos engañamos a nosotros mismos ya los demás. No quiero ser lo suficientemente valiente para ser contemporáneo de eventos como ese, pero no por eso condeno severamente a quienes se equivocaron, ni desprecio a quienes vieron lo correcto. Pero vuelvo a Abraham. Durante el tiempo anterior al resultado, o Abraham fue un asesino cada minuto o nos enfrentamos a una paradoja que es más alta que toda mediación. La historia de Abraham contiene, entonces, una suspensión teleológica de lo ético. Como individuo único, llegó a ser más alto que lo universal. Ésta es la paradoja, que no puede ser mediada. Cómo entró en él es tan inexplicable como cómo permanece en él. La fe es una maravilla y, sin embargo, ningún ser humano está excluido de ella; porque lo que une a toda la vida humana es la pasión, y la fe es una pasión. Soren Kierkegaard,  Miedo y temblor  1843, Hong p. 66-67El objeto de la fe es la actualidad de otra persona; su relación es un interés infinito. El objeto de la fe no es una doctrina, pues entonces la relación es intelectual, y no se trata de estropearla sino de alcanzar el máximo de la relación intelectual. El objeto de la fe no es un maestro que tiene una doctrina, porque cuando el maestro tiene una doctrina, entonces la doctrina es  eo ipso  más importante que el maestro, y la relación es intelectual, en la que el punto no es arruinarlo pero alcanzar el máximo de la relación intelectual. Pero el objeto de la fe es la actualidad del maestro, que el maestro realmente existe. Por lo tanto La respuesta de la fe es absolutamente sí o no. La respuesta de Faith no está en relación con una doctrina, sea verdadera o no, no en relación con un maestro, ya sea que su doctrina sea verdadera o no, pero es la respuesta a la pregunta sobre un hecho: ¿Aceptas como hecho que él realmente existió? Tenga en cuenta que la respuesta es con infinita pasión. En otras palabras, en relación con un ser humano, es irreflexivo poner tanta importancia en si ha existido o no. Por tanto, si el objeto de la fe es un ser humano, todo es una broma de un tonto que ni siquiera ha comprendido lo estético y lo intelectual. El objeto de la fe es, por tanto, la actualidad de dios en el sentido de existencia. Pero existir significa ante todo ser un individuo particular, y por eso el pensar debe ignorar la existencia, porque no se puede pensar lo particular, sino lo universal. El objeto de la fe, entonces, es la actualidad del dios existente, es decir, como individuo particular, es decir, que el dios ha existido como ser humano individual. El cristianismo no es una doctrina sobre la unidad de lo divino y lo humano, sobre sujeto-objeto, por no hablar del resto de paráfrasis lógicas del cristianismo. En otras palabras, si el cristianismo fuera una doctrina, entonces la relación con él no sería de fe, ya que solo hay una relación intelectual con una doctrina. El cristianismo, por tanto, no es una doctrina, sino el hecho de que el dios ha existido. La fe, entonces, no es una lección para los que aprenden lentamente en la esfera de la intelectualidad, un asilo para los tontos. Pero la fe es una esfera en sí misma, y la marca de identificación inmediata de cada malentendido del cristianismo es que lo convierte en una doctrina y lo introduce en el rango de la intelectualidad. Lo que se mantiene como máximo en la esfera de la intelectualidad, permanecer completamente indiferente a la actualidad del maestro, se mantiene exactamente al revés en la esfera de la fe: su máximo es el  quam maxime  [en el mayor grado posible ] infinito interés por la actualidad del maestro. La propia actualidad ética del individuo es la única actualidad. Que esto les parezca extraño a muchos no me sorprende. A mí me parece extraño que uno haya terminado con el sistema y los sistemas sin preguntar por lo ético. Soren Kierkegaard,  Postdata no científica final, Vol 1 , p. 326-327 Hong

### Paradoja
En pocas palabras, una paradoja es un enunciado aparentemente verdadero o un grupo de enunciados que parece conducir a una contradicción oa una situación que desafía la  intuición. Se dice que se resuelve cuando mostramos que la contradicción es solo aparente. La historia de Kierkegaard de Abraham en  Miedo y temblor  exhibe tal paradoja. Abraham no pudo probar que había escuchado la voz de Dios, pero él cree y arriesgó a su único hijo basándose en esta creencia. La paradoja de Abraham es que el creyente actúa y arriesga mucho con un conocimiento menos que completo (el conocimiento incompleto no es suficiente para la fe para Kierkegaard; hay que creer en virtud del absurdo, es decir, porque algo es una contradicción). El dios en el tiempo es una paradoja tanto como la afirmación de que "Dios es amor" es una parodia de un individuo que existe en el tiempo. ¿Fue tan fácil para Abraham, Job y el apóstol Pablo seguir creyendo que Dios es amor? Kierkegaard enfatiza continuamente la tensión entre el yo interior y exterior ante Dios. 
Lo que un ser humano sabe por sí mismo sobre el amor es muy superficial; debe llegar a conocer el amor más profundo de Dios, es decir, en la abnegación debe convertirse en lo que todo ser humano puede llegar a ser (ya que la abnegación está relacionada con lo universalmente humano y, por lo tanto, se distingue del llamado y la elección particulares), un instrumento para Dios. Así, todo ser humano puede llegar a conocer todo sobre el amor, así como todo ser humano puede llegar a saber que, como todo ser humano, es amado por Dios. Algunos encuentran este pensamiento adecuado para la vida más larga (lo que no me parece sorprendente); por eso, incluso a los setenta años, no creen que se hayan maravillado lo suficiente, mientras que otros encuentran este pensamiento tan insignificante (que me parece muy extraño y deplorable), ya que ser amado por Dios no es más que todo ser humano. es-como si fuera, por tanto, menos significativo.
La obra de alabar el amor debe realizarse exteriormente con abnegación y abnegación. A través de la abnegación, el ser humano adquiere la capacidad de ser un instrumento al convertirse interiormente en nada ante Dios. A través del abnegado altruismo, exteriormente se convierte en nada, en un sirviente indigno. Interiormente no se vuelve engreído, ya que no es nada, y exteriormente tampoco se vuelve engreído, ya que no es nada ante Dios, y no olvida que justo donde está está delante de Dios.
Por desgracia, puede suceder que una persona cometa un error en el último momento, en el sentido de que, aunque verdaderamente humilde ante Dios, se enorgullece de lo que es capaz de hacer al volverse hacia las personas. Entonces es una tentación de comparación la que se convierte en su ruina. Comprendió que no podía compararse con Dios; ante él se volvió consciente de sí mismo como una nada; pero en comparación con la gente, todavía pensaba que era algo. Es decir, se olvidó de la abnegación; está atrapado en una ilusión, como si estuviera ante Dios sólo durante horas específicas, al igual que uno tiene una audiencia con Su Real Majestad a una hora específica.
Soren Kierkegaard, Works of Love 1847, Hong 1995 p. 364-365
Isaac era "el mundo entero" para Abraham y Dios acababa de presentarle a Abraham la noción de "alma". ¿Estaba Abraham dispuesto a renunciar al mundo entero para salvar su alma? Kierkegaard se ocupó de esta cuestión en  O lo uno o lo otro  de esta manera: "La Biblia dice: ¿De qué le serviría a una persona si ganara el mundo entero pero dañara su propia alma? ¿Qué obtendría a cambio? no afirmar la antítesis de esto, pero está implícita en la oración. Las antítesis se leerían algo como esto: ¿Qué daño le haría a una persona si perdiera el mundo entero y, sin embargo, no dañara su alma? ¿Qué necesitaría en ¿regreso?" Esta pregunta lleva a Abraham a la desesperación. Abraham fue utilizado como prototipo en "Miedo y temblor" y El joven fue su contrapunto en " Repetición". Abraham siguió la voz interior sin mediación de su esposa, Sara, su sirviente o Isaac. Solo escuchó y obedeció. El joven hizo una promesa y quiso cambiar de opinión. Consultó con un psicólogo que estaba comprometido en tratar de probar la teoría del retorno eterno. Luego apeló a Job y se quejó no solo al mundo sino también al mismo Dios. El amor de Abraham por Dios nunca cambió, pero el amor del Joven por su prometido siempre estaba cambiando. El cambio fue el tema de " Tres discursos edificantes de 1843 de Kierkegaard". Estos tres libros se publicaron el mismo día y deben considerarse juntos.

Para enfatizar el elemento de autodeterminación en el pensamiento, la filosofía declara: Lo absoluto es porque yo lo pienso. Pero como la filosofía misma percibe que el pensamiento libre es designado así, no el pensamiento necesario que suele celebrar, sustituye por otra expresión: a saber, que mi pensamiento del absoluto es el pensamiento del absoluto en mí. Esta expresión no es en modo alguno idéntica a la anterior; sin embargo, es muy sugerente. Es decir, mi pensar es un elemento de lo absoluto, y ahí radica la necesidad de mi pensar, ahí radica la necesidad con la que lo pienso. Ocurre lo contrario con los buenos. Lo bueno es porque lo quiero, y de lo contrario no lo es en absoluto. Esta es la expresión de la libertad, y lo mismo es también el caso del mal, es sólo en la medida en que yo lo desee. Esto de ninguna manera reduce o rebaja las categorías del bien y del mal a categorías meramente subjetivas. Por el contrario, se declara la absoluta validez de estas categorías. El bien es el ser-en-y-para-sí, postulado por el ser-en-y-para-sí, y esto es libertad. Podría parecerme dudoso usar la expresión “elegir uno mismo absolutamente”, porque esto podría parecer implicar que elegí tanto el bien como el mal con la misma absoluta absoluta y que tanto el bien como el mal me pertenecían de la misma manera esencialmente. Para evitar este malentendido utilicé la expresión "me arrepiento de toda la existencia". Arrepentimiento expresa específicamente que el mal esencialmente me pertenece y al mismo tiempo expresa que esencialmente no me pertenece. Si el mal en mí no me perteneciera esencialmente, no podría elegirlo; pero si hubiera algo en mí que no pudiera elegir absolutamente, entonces no me estaría eligiendo absolutamente a mí mismo, entonces yo mismo no sería lo absoluto sino sólo un producto. Either/Or Part II, Hong p. 224

La mayoría de la gente probablemente tiene una idea, a veces una idea vívida, en momentos específicos un sentimiento ferviente, de que Dios es amor; y, sin embargo, tal vez haya muchas personas que viven de tal manera que vagamente les parece que si esto o aquello horrible, a lo que temen especialmente, les sucediera, tendrían que renunciar a su fe, soltar a Dios, perderlo. Pero hay algo más indefendible que seguir viviendo así: viciar la más alta pasión en una sem somnolencia entre la duda y la confianza, para que el individuo no se enfrente nunca al enemigo insidioso que chupa la sangre de su ser más íntimo, para que, pensando que es no desesperado, nunca llega a cerrarse en esta condición, ¡porque se ha quedado dormido en la desesperación! Ay, Dios no es el que pierde nada con esto, sino el que duerme, el que verdaderamente peca durmiendo, lo pierde todo, pierde aquello sin lo cual la vida no es nada. Así como la Escritura habla de sufrir el naufragio de la fe, también debe decirse de la persona que abandonó su fe en el amor de Dios que está sufriendo el naufragio del gozo de vivir de la eternidad.
- Soren Kierkegaard,  Discursos edificantes en varios espíritus , Hong p 269

La paradoja y el absurdo están relacionados en última instancia con la relación cristiana con Cristo, el Dios-Hombre. Que Dios se convirtió en un solo individuo y quiere tener una relación con individuos solteros, no con las masas, fue el principal conflicto de Kierkegaard con la iglesia del siglo XIX. El individuo puede tomar y mantener una resolución. Aquellos que no están interesados en convertirse en cristianos afirman que no pueden entender el cristianismo y muy a menudo señalarán eventos históricos para justificar su posición. Kierkegaard está en contra de basar la fe cristiana únicamente en eventos externos porque genera dudas, ya que los externos están en constante cambio. La duda conduce a la especulación y esto resta valor al individuo que toma la decisión de imitar a Cristo. Quería ser conocido como el filósofo de lo interno y estaba en contra  pruebas científicas del cristianismo a través de la historia, la antropología y la filosofía y la creación de teología sistemática. Convertirse en cristiano es una decisión que se debe tomar a tiempo, al igual que volverse bueno es una decisión / resolución que se toma a tiempo, y no solo para consideración porque el individuo ofrece su "yo" a Dios.
Kierkegaard dijo que Sócrates era su maestro y que Cristo era su maestro. (Ver  Fragmentos filosóficos ) 

Cuando Sócrates creyó que Dios existe, se aferró a la incertidumbre objetiva con toda la pasión de la interioridad, y la fe está precisamente en esta contradicción, en este riesgo. Ahora es de otra manera. En lugar de la incertidumbre objetiva, está aquí la certeza de que, visto objetivamente, es el absurdo, y este absurdo, arraigado en la pasión de la interioridad, es la fe. … ¿Qué es, entonces, el absurdo? Lo absurdo es que la verdad eterna ha llegado a existir en el tiempo, que Dios ha nacido, ha nacido, ha crecido, ha llegado a existir exactamente como un ser humano individual, indistinguible de cualquier otro ser humano. Posdata no científica final, Hong p. 210

Esta creencia cristiana en la noción absurda de que Dios se hizo hombre separa a uno del mundo de tal manera que el cristiano es del mundo. El mundo cree que la razón guía todas nuestras acciones, o debería, y no puede aceptar el cristianismo y, por lo tanto, se ofende y el cristiano no puede aceptar la razón del mundo y, por tanto, el mundo lo ofende. Kierkegaard lo expresó de esta manera en su Ataque a la cristiandad: 

Un cristiano en el sentido del Nuevo Testamento es literalmente un extraño y un peregrino, se siente un extraño y todos sienten involuntariamente que este hombre es un extraño para él.

### Desesperación y pecado
Según Kierkegaard, el yo es  libertad. No simplemente la libertad de elegir, sino la libertad de crear opciones para uno mismo. Por tanto, los seres humanos no son fundamentalmente ni sus pensamientos ni sus sentimientos, sino que son ellos mismos. El yo se relaciona directamente consigo mismo y no está sujeto a nadie y a todos al mismo tiempo. Sin embargo, este yo es lo que está en relación con su cuerpo y su alma desde el punto de vista de Kierkegaard. El espíritu constituye la relación en la que el yo se establece en su totalidad por y para Dios, y para su cuerpo y alma. Su cuerpo es su ser en el mundo, sus acciones y decisiones realizadas, y su alma es su autoconcepción (lo que determina sus acciones), y su espíritu es el yo que relaciona el alma y el cuerpo, y por lo tanto él mismo, con Dios.
Kierkegaard llama enfermedad, la enfermedad del espíritu. Escribió lo siguiente en `` Posdata final no científica  en 1846.  

Dejamos al religioso en crisis de enfermedad; pero esta  enfermedad no es para la muerte. Ahora dejaremos que se fortalezca con la misma concepción que lo destruyó, con la concepción de Dios. En primer lugar, en cada generación ciertamente no son muchos los que sufren incluso el comienzo de la relación religiosa absoluta; y luego, que un comienzo en el medio de existencia es cualquier cosa menos algo que se decide de una vez por todas, porque sólo en el papel se termina con la primera fase, y luego ya no tiene nada que ver con ella. La decisión absoluta en el medio de la existencia sigue siendo y sigue siendo sólo una aproximación porque lo eterno apunta desde arriba a la persona existente, que por existir está en movimiento y por lo tanto en el momento en que los toques eternos ya están a un momento de allí. El comienzo de la decisión absoluta en el medio de existencia es menos que nada de una vez por todas, algo logrado, porque la persona existente no es un X abstracto que logra algo y luego va más allá, va por la vida, si se me permite decirlo así. camino, sin digerir; pero la persona existente se concreta en lo experimentado y, a medida que avanza, lo lleva consigo y puede perderlo en cualquier momento. Lo lleva consigo, no como uno tiene algo en el bolsillo, sino a través de esto, esa cosa específica, él es lo que se define más específicamente y pierde su propia definición más específica al perderla.

A través de la decisión de existir, una persona existente, definida más específicamente, se ha convertido en lo que es. Si lo deja a un lado, no es él quien ha perdido algo, de modo que no se tiene a sí mismo y ha perdido algo, sino que entonces se ha perdido a sí mismo y debe empezar desde el principio. La persona religiosa se ha recuperado de su enfermedad (mañana puede haber una recaída debido a un poco de falta de juicio). Tal vez se fortalezca con la edificante reflexión de que Dios, que creó al hombre, ciertamente conoce mejor todas las numerosas cosas que al ser humano le parecen incapaces de unirse con el pensamiento de Dios: todos los deseos terrenales, toda la confusión en el mundo. que puede quedar atrapado, y la necesidad de diversión, de descanso, así como de una noche de sueño. Es obvio que la discusión aquí no se trata de la indulgencia que se predica en el mundo, donde un ser humano se consuela a través de otro, se consuela recíprocamente y deja fuera a Dios. Todo ser humano está gloriosamente estructurado, pero lo que destruye a tantos es esta confusa charlatanería entre hombre y hombre sobre lo que hay que sufrir pero también madurar en el silencio, la confesión ante los seres humanos en lugar de ante Dios, esta franca comunicación a éste y a aquél. uno de lo que debería ser un secreto y estar ante Dios en secreto, este anhelo impaciente de un consuelo improvisado. No, con el dolor de la aniquilación, la persona religiosa ha aprendido que la indulgencia humana no tiene ningún beneficio; por eso no escucha nada desde ese rincón, sino que está ante Dios y sufre por lo que significa ser un ser humano y luego estar ante Dios. Por lo tanto, no puede ser consolado por lo que la multitud humana conoce mutuamente, gente que tiene una idea de pueblo de mercado de lo que significa ser un ser humano, y una idea fluida y habladora en la decimoséptima mano de lo que significa estar ante Dios. De Dios debe recibir su consuelo, no sea que toda su religiosidad se convierta en rumor. P. 488-490

Kierkegaard formuló preguntas agudas que solo el "individuo único" puede responder por sí mismo. Este es un ejemplo de su libro de 1847, “Edificando discursos en varios espíritus”, donde habla de la tercera persona y la multitud.
El pecado es separación de Dios, pero la desesperación por el pecado es separación de nuevo. Kierkegaard dijo: "La conciencia del pecado definitivamente pertenece a la conciencia del perdón del pecado". ¿Por qué alguien se sentaría a reflexionar sobre el pecado hasta tal punto que una felicidad eterna se cambia por una infelicidad eterna o incluso una infelicidad temporal? Esta reflexión se hace en el tiempo pero la consecuencia de la reflexión lleva a perder la esperanza en la posibilidad de que algún bien venga de uno mismo. Kierkegaard dice que el cristianismo invita al individuo a convertirse en participante no solo de la conciencia del pecado, sino también de la conciencia del perdón, pero parece que nos concentramos en el primero en un grado notable. Dijo lo siguiente en "Tres discursos sobre ocasiones imaginadas" (1845) y "Práctica en el cristianismo" (1850): 

La gente ve a Dios en las grandes cosas, en la furia de los elementos y en el curso de la historia del mundo; olvidan por completo lo que el niño entendió, que cuando cierra los ojos ve a Dios. Cuando el niño cierra los ojos y sonríe, se convierte en un ángel; ¡Ay, cuando el adulto llega a estar solo ante el Santo y guarda silencio, se convierte en un pecador! En primer lugar, estar solo; entonces ciertamente aprenderás la adoración apropiada de Dios, a tener en alta estima a Dios y humildemente a ti mismo, no más humildemente que a tu prójimo, como si fueras el distinguido (pero recuerda que estás ante Dios), no más humilde que tu enemigo, como si fueras el mejor (porque recuerda que estás ante Dios); pero humilde de ti mismo. Cualquiera que piense en el pecado de esta manera y desee en esta quietud aprender un arte, algo que usted, mi oyente, no desdeña, el arte de lamentarse por sus pecados, sin duda descubrirá que la confesión del pecado no es meramente un recuento de pecados. todos los pecados particulares, pero es una comprensión ante Dios de que el pecado tiene un coherence in itself. Three Discourses on Imagined Occasions p. 31-32

### Doctrina cristiana
Kierkegaard creía que Cristo fue el creador de la doctrina cristiana y había discutido algunos de los puntos doctrinales en sus "Dieciocho discursos edificantes". En ellos habló del amor, la paciencia, la igualdad, la esperanza y la fe. Es fácil pensar que tienes fe, pero es más difícil pensar que tu "prójimo" tiene fe. Kierkegaard hizo ese punto en su primer "Two Upbuilding Discourses, 1843". 
 Por lo tanto, la fe es cualitativamente diferente. No es solo el bien supremo, sino que es un bien del que todos pueden participar, y quien se regocija en la posesión de él también se regocija en la innumerable raza humana, “por lo que poseo”. Dice, "todo ser humano tiene o podría poseer". La persona que lo desea para otra persona lo desea para sí mismo; la persona que lo desea para sí mismo lo desea para todos los demás seres humanos, porque aquello por lo que otra persona tiene fe no es aquello por lo que se diferencia de él, sino aquello por lo que se asemeja a él; aquello por lo que posee no es aquello por lo que se diferencia de los demás, sino aquello por lo que es totalmente semejante a todos. Era ese tipo de deseo que buscaba el perplejo, uno que podría desear para otra persona con todo su corazón, con todas sus fuerzas y con toda su alma, un deseo que se atrevería a seguir deseando, cada vez más fervientemente, incluso. a medida que su amor se hacía cada vez más ferviente. –Ese era el deseo que él deseaba.
- Soren Kierkegaard,  Dieciocho discursos edificantes , Hong p. 10

El cristianismo tiene dos partes, la ley y el evangelio, y Kierkegaard enfatizó que Cristo puso fin a la ley con su ley de amor. "Sólo haz el intento, ya sea que encuentres así la suma por mucho que sigas contando, y verás que es un trabajo inútil, porque el concepto de la Ley es inagotable, ilimitado, infinito en sus disposiciones; toda disposición engendra en sí misma una disposición aún más precisa, y a su vez una disposición aún más precisa por referencia y en relación con la nueva disposición, y así infinitamente. La relación del amor a la Ley es aquí como la relación de la fe al entendimiento. El entendimiento cuenta y cuenta, calcula y calcula, pero nunca llega a la certeza que posee la fe; de la misma manera la Ley define y define pero nunca llega a la suma, que es el amor ”.
Amar al prójimo tiene un "doble peligro". Lo mismo ocurre con la fe y la esperanza. No solo deseamos que podamos tener amor y paz, sino que nuestro prójimo pueda tener lo mismo porque es un regalo gratuito de Dios. Resumió muy bien la idea que tuvo en su libro de 1847 "Obras de amor". Ya pasaron los tiempos en que solo los poderosos y los prominentes eran seres humanos, y los demás eran siervos y esclavos. Esto se debe al cristianismo, pero de esto se sigue que la prominencia o el poder ya no puede convertirse en una trampa para una persona para que se enamore de esta disimilitud, dañe su alma y olvide lo que es amar al prójimo. Si esto sucede ahora, ciertamente debe suceder de una manera más oculta y secreta, pero básicamente sigue siendo el mismo. Si alguien que saborea su arrogancia y su orgullo abiertamente le da a otras personas a entender que no existen para él y, para el alimento de su arrogancia, quiere que lo sientan como él exige expresión de sumisión servil de ellos, o si astutamente y expresa en secreto que no existen para él simplemente evitando cualquier contacto con ellos (quizás también por temor a que la apertura incite a la gente y lo ponga en peligro personalmente); estos son básicamente lo mismo. La inhumanidad y la falta de cristiandad de esto no consiste en la forma en que se hace, sino en querer de manera independiente negar el parentesco con todas las personas, con todas las personas incondicionalmente. Ah, mantenerse sin mancha de este mundo es la tarea y la doctrina del cristianismo, quisiera Dios que todos lo hiciéramos, pero aferrarse a eso de una manera mundana como si fuera la más gloriosa de las diferencias, eso es pura corrupción. La corrupción distinguida le enseñará al distinguido que existe solo para los distinguidos, que debe vivir solo en la alianza de sus círculos, que no debe existir para otras personas, como tampoco deben existir para él.
Cuando vas con Dios, necesitas ver a una sola persona miserable y no podrás escapar de lo que el cristianismo quiere que entiendas: la semejanza humana. Cuando vayas con Dios, aférrate solo a Él, y comprende bajo Dios todo lo que entiendes, entonces descubrirás ... al prójimo; entonces Dios te obligará a amarlo, diré en detrimento tuyo, porque amar al prójimo es una tarea ingrata. Una cosa es dejar que las ideas compitan con las ideas y una cosa es discutir y ganar en una disputa; otra cosa es triunfar sobre la propia mente cuando uno lucha en la actualidad de la vida. Por mucho que una idea en disputa presione sobre otra, por mucho que un contendiente presione a otro en una disputa, toda esta contienda sigue estando a distancia y es como un boxeo de sombras. Por otro lado, la medida de la disposición de una persona es la siguiente: qué tan lejos está de lo que comprende a lo que hace, qué tan grande es la distancia entre su comprensión y sus acciones. Un niño, la persona más sencilla y el más sabio, todos comprenden lo más elevado y todos comprenden lo mismo, porque es, si me atrevo a decirlo, una lección que se nos asigna a todos. Pero lo que marca la diferencia es si lo entendemos a distancia, para que no actuemos en consecuencia, o si estamos cerca, para actuar en consecuencia y "no podemos hacer otra cosa", no podemos abstenernos de hacerlo, como Lutero, quien entendió muy de cerca lo que tenía que hacer cuando dijo: “No puedo hacer otra cosa, que Dios me ayude. Amén."

## Obras religiosas seleccionadas
- (1847) Edifying Discourses in Diverse Spirits
- (1847) Works of Love
- (1848) Christian Discourses
- (1848) The Book on Adler
- (1849) The Sickness Unto Death
- (1850) Training in Christianity
- (1851) For Self-Examination
- (1851) Judge for Yourselves!